# Episodi di Win or Lose
La prima stagione di Win or Lose è stata trasmessa in streaming dal 19 Febbraio 2025 negli Stati Uniti d'America sulla piattaforma Disney+ con la trasmissione di due puntate a settimana per quattro settimane.
In Italia è stata trasmessa con lo stesso metodo sempre dal 19 febbraio su Disney + nello stesso anno.
| N° | Titolo Originale | Prima Visione    |
| -- | ---------------- | ---------------- |
| 1  | Coach's Kid      | 19 Febbraio 2025 |
| 2  | Blue             | 19 Febbraio 2025 |
| 3  | Raspberry        | 26 Febbraio 2025 |
| 4  | Pickle           | 26 Febbraio 2025 |
| 5  | Steal            | 5 Marzo 2025     |
| 6  | Mixed Signal     | 5 Marzo 2025     |
| 7  | I Got It         | 12 Marzo 2025    |
| 8  | Home             | 12 Marzo 2025    |